# Guldbagge 1994
La 29ª edizione del Premio Guldbagge si è svolta a Stoccolma il 31 gennaio 1994.

## Vincitori
Vengono di seguito indicati in grassetto i vincitori. Ove ricorrente e disponibile, viene indicato il titolo in lingua italiana e quello in lingua originale tra parentesi.
Miglior film
- Colpo di fionda (Kådisbellan), regia di Åke Sandgren
  - Mannen på balkongen, regia di Daniel Alfredson
  - Pariserhjulet, regia di Clas Lindberg

Miglior regista
- Clas Lindberg - Pariserhjulet
  - Åke Sandgren - Colpo di fionda (Kådisbellan)
  - Daniel Alfredson - Mannen på balkongen

Miglior attrice
- Helena Bergström - Pariserhjulet e Sista dansen
  - Marika Lagercrantz - Drömmen om Rita e Morfars resa
  - Basia Frydman - Colpo di fionda (Kådisbellan)

Miglior attore
- Sven Lindberg - Glädjekällan
  - Simon Norrthon - Tala! Det är så mörkt
  - Peter Haber - Sunes sommar

Migliore sceneggiatura
- Daniel Alfredson e Jonas Cornell - Mannen på balkongen
  - Niklas Rådström - Tala! Det är så mörkt
  - Åke Sandgren - Colpo di fionda (Kådisbellan)

Migliore fotografia
- Jens Fischer - Sista dansen
  - Göran Nilsson - Colpo di fionda (Kådisbellan)
  - Peter Mokrosinski - Mannen på balkongen

Miglior film straniero
- Lezioni di piano (The Piano), regia di Jane Campion
  - Tre colori - Film blu (Trois couleurs : Bleu), regia di Krzysztof Kieślowski
  - Orlando, regia di Sally Potter

Premio per il contributo creativo
- Anette Lykke Lundberg
- Arne Sucksdorff
- Bengt Schöldström